# Rajab Hamza
Rajab Hamza (Zanzíbar; 16 de octubre de 1986) es un exfutbolista de Catar nacido en Zanzíbar que jugaba en la posición de guardameta.

## Carrera

### Club
| Periodo   | Club            |
| --------- | --------------- |
| 2005-2006 | Al-Markhiya SC  |
| 2006-2007 | Al-Ahli Doha    |
| 2007-2017 | Al-Arabi Doha   |
| 2017-2019 | Qatar SC        |
| 2019-2021 | Al-Khor SC      |
| 2021-2022 | Al-Shahaniya SC |

### Selección nacional
Jugó para Catar en seis ocasiones de 2007 a 2012 y participó en la Copa Asiática 2007.

## Palmarés
- Copa del Jeque Jassem (3): 2008, 2010, 2011